# Big L
Lamont D. Coleman, mer känd under artistnamnet Big L, född 30 maj 1974 i Harlem i New York, död 15 februari 1999, var en amerikansk rappare. Han är framförallt känd för sina unika "punchlines" (dräpande poänger) och sitt sätt att beskriva sin omvärld.

## Biografi

### Uppväxt
Lamont Coleman föddes 31 maj 1974 i New York-stadsdelen Harlem. Som tonåring lyssnade han på rappare som Run-DMC, The Cold Crush Brothers och Big Daddy Kane. Han lärde sig att rimma i parken i närheten av sitt hem på 104 West 139th street, där han och hans vänner ägnade timmar åt att rimma. Medan han gick på gymnasiet Julia Richmond High School, fick han smeknamnet Big L, till skillnad från Little Mont/Mont-Mont, som han hade haft under barndomen. Han har själv beskrivit sin utveckling på följande vis: "Jag började skriva rim på 1990-talet och var med i en grupp som kallades "Three the Hard Way", men de var inte seriösa, så jag började rappa solo. Sen började jag vinna rap-tävlingar och battlade alla i mitt område och krossade dom". Hans texter beskrev världen omkring honom, som omfattade Harlem med dess skottlossningar och gatuliv. Han ville att Harlem också skulle bli en del av rap-världen; de flesta rapparna var från Brooklyn, Bronx, Queensbridge etcetera.

### DITC och soloframgångar
Medan han gick på gymnasiet upptäcktes han av Lord Finesse, Big L och hans vän Doc visste att Lord Finesse skrev autografer i en skivbutik på 125th street kallad Rock N Wills. Big L skickade fram sin kompis dit som bad Lord Finesse att lyssna på Big L och om han inte gillade det skulle han aldrig störa honom igen. Efter lite tvekande från Lord Finesse fick Big L till slut rappa för honom, vilket slutade med att Lord Finesse bad om hans nummer. Big L:s första inspelade framträdande skedde på B-sidan av Lord Finesses skiva "Party Over Here" från 1992, där han framförde en remix av "Yes, You May". Han gjorde framträdanden på Diamond D och även Showbiz & A.G.:s album, som båda släpptes 1992. 1993 skrev Big L kontrakt med skivbolaget Columbia Records. Snart blev Big L officiell medlem av DITC, som även många New York-producenter var inblandade i, så att gruppen bestod av O.C., Lord Finesse, Diamond D, Showbiz & A.G., Fat Joe, Buckwild och Big L.
Han fick göra ett demoband med fyra sånger, bland annat "Devil's Son" och "Yes, You May"-remixen som någon på Sonys Columbia snappade upp och då signerade honom.
I mars 1995 släpptes hans debutalbum Lifestylez ov da Poor & Dangerous, som sålde hyfsat bra. De två första singlarna, "Put It On" och "M.V.P.", nådde 25-i-topp på Billboards Hot Rap Tracks-lista.
Från 1995 fram till sin död turnerade han runt om i världen, bland annat England, Mexico, Japan, Nederländerna, Kroatien och arbetade med sitt andra album The Big Picture. Det släpptes postumt den 2 augusti 2000, producenterna färdigställde det på egen hand med osläppta freestyles och verser. På detta album gästspelade Fat Joe, Tupac Shakur, Big Daddy Kane, Kool G Rap och flera andra rappare.
Minifakta om albumet:
Jay-Z skulle egentligen vara på Platinum Plus istället för Big Daddy Kane enligt DJ Premier. Deadly Combination var en låt med två separata verser, från två olika tillfällen som Ron G satt på. Tupac och Big L spelade inte in den tillsammans. Dock respekterade båda varandras verk när de levde. Han förekommer även på många andra DITC-medlemmars album. Gruppen spelade även in ett album "Worldwide" som släpptes år 2000.

### Mordet
Jay-Z erbjöd Big L att skriva kontrakt med hans skivbolag Roc-A-Fella Records, men en vecka innan kontraktsskrivningen blev Big L skjuten till döds. Det skedde i Harlem, New York, natten till den 15 februari 1999. Gerard Woodley, en barndomsvän till honom, greps i maj samma år för brottet, men han släpptes senare och mordet är fortfarande olöst.
Big L:s livlösa kropp hittades utanför Delanos bostadsprojekt, bara ett kvarter från parken där han lärde sig rimma och uttrycka sina åsikter om gatulivet. Vid begravningen vid George Washington Bridge fanns många framstående hiphopsångare, bland annat medlemmar från DITC, men också andra stjärnor, såsom Cam'ron och Ma$e. Det kom kondoleanser från hela världen.

## Diskografi

### Studioalbum
- 1995 – Lifestylez ov da Poor & Dangerous
- 2000 – The Big Picture

### Samlingsalbum
- 1999 – Live From Amsterdam
- 2003 – Harlem's Finest - A Freestyle History
- 2006 – The Archives 1996-2000
- 2010 – The Return of the Devil's Son (detta album skulle egentligen ha kommit ut 2007 med namnet Real Legends Never Die, men Gilda Terry (Big L:s mamma) dog. Lord Finesse och DJ Premier ska vara producenter)